# Massachusetts Route 203
Die Massachusetts Route 203 ist eine 5,18 mi (8,3 km) lange State Route in Boston im Bundesstaat Massachusetts der Vereinigten Staaten mit Verlauf von Westen nach Osten. Sie beginnt im Stadtteil Jamaica Plain am Jamaica Pond und verläuft dann südost- bzw. ostwärts über den Arborway sowie die Parkways Morton Street und Gallivan Boulevard bis zu ihrem Ende am Neponset Circle im Stadtteil Dorchester, wo sie Anschlussverbindungen an den U.S. Highway 1, die I-93, Massachusetts Route 3 und die Massachusetts Route 3A bietet.

## Instandhaltung

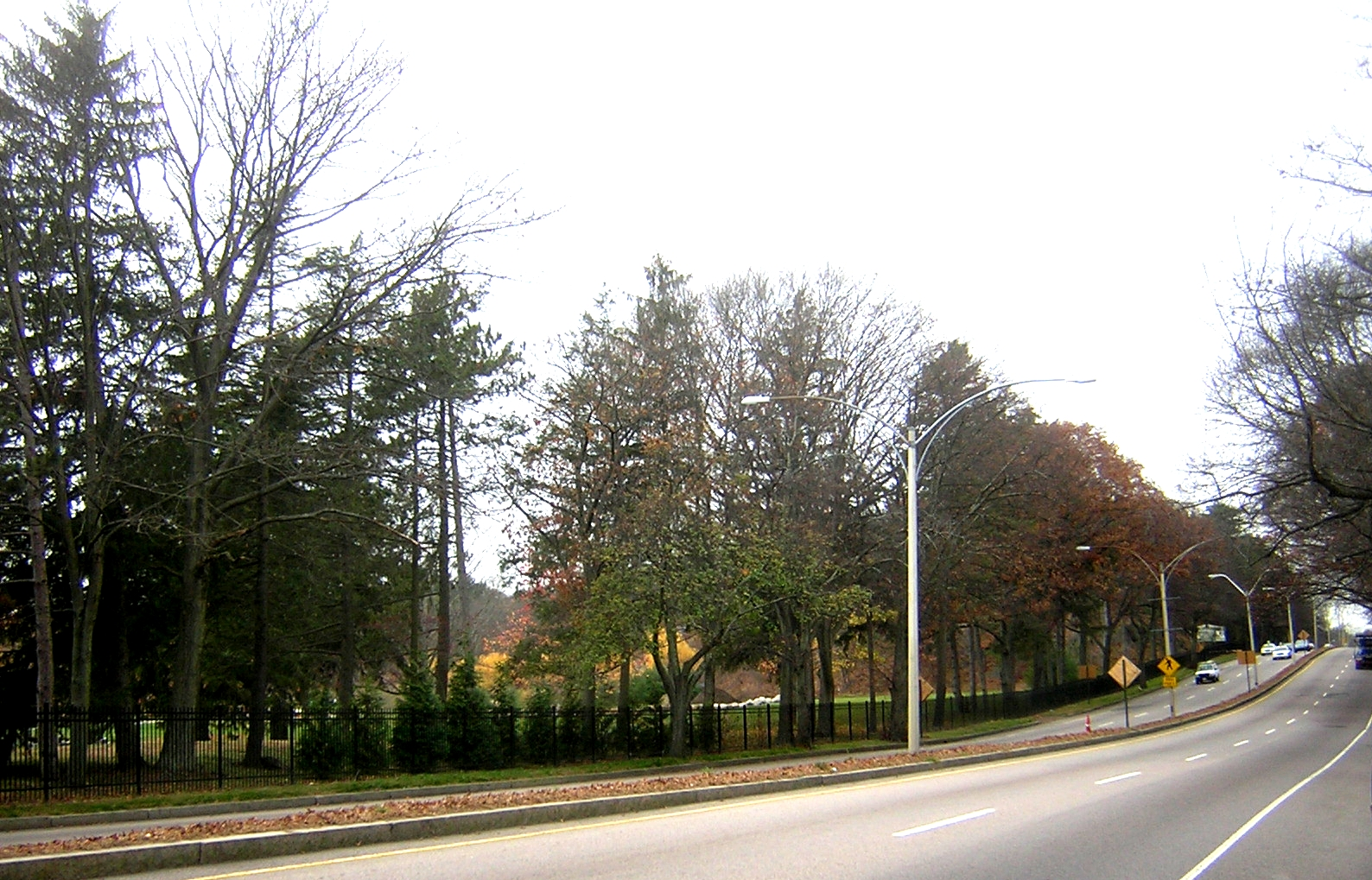
Die Morton Street

Bevor das Massachusetts Department of Transportation (MassDOT) im Jahr 2009 gegründet wurde, befand sich die Massachusetts Route 203 vollständig im Eigentum des Department of Conservation and Recreation (DCR). Am 1. November 2009 wurden dann der Msgr. William Casey Highway Overpass in Jamaica Plain, die Morton Street in Mattapan und der Gallivan Boulevard in Dorchester an das MassDOT übertragen, während der Arborway unter der Kontrolle des DCR blieb.

## Geschichte
Die Massachusetts Route 203 wurde in den frühen 1970er Jahren als Teil einer umfangreichen Neubenennung bzw. Neunummerierung von Straßen im Umfeld der Stadt Boston gebildet. Der größte Teil der Strecke war zuvor Teil der Massachusetts Route 3, die südlich mit dem U.S. Highway 1 entlang des Jamaicaway verlief und von diesem in Richtung Osten entlang der heutigen Streckenführung abzweigte. An der Granite Avenue wandte sich die Route 3 nach Süden, um in Milton auf den Southeast Expressway zu treffen, während die nicht abzweigende Strecke als Massachusetts Route 3A weitergeführt wurde.
Im Zuge der neuen Nummerierung wurden die Route 3 auf dem Southeast Expressway bis in das Stadtzentrum geführt, die Route 3A bis an ihr heutiges Ende gekürzt und die ehemaligen Streckenführungen der Route 3 und 3A neu zur Route 203 zusammengesetzt. Zugleich wurde das Ende des U.S. Highway 1 verlegt, so dass es heute nicht mehr an eine nummerierte State Route anschließt.